# تیرچه

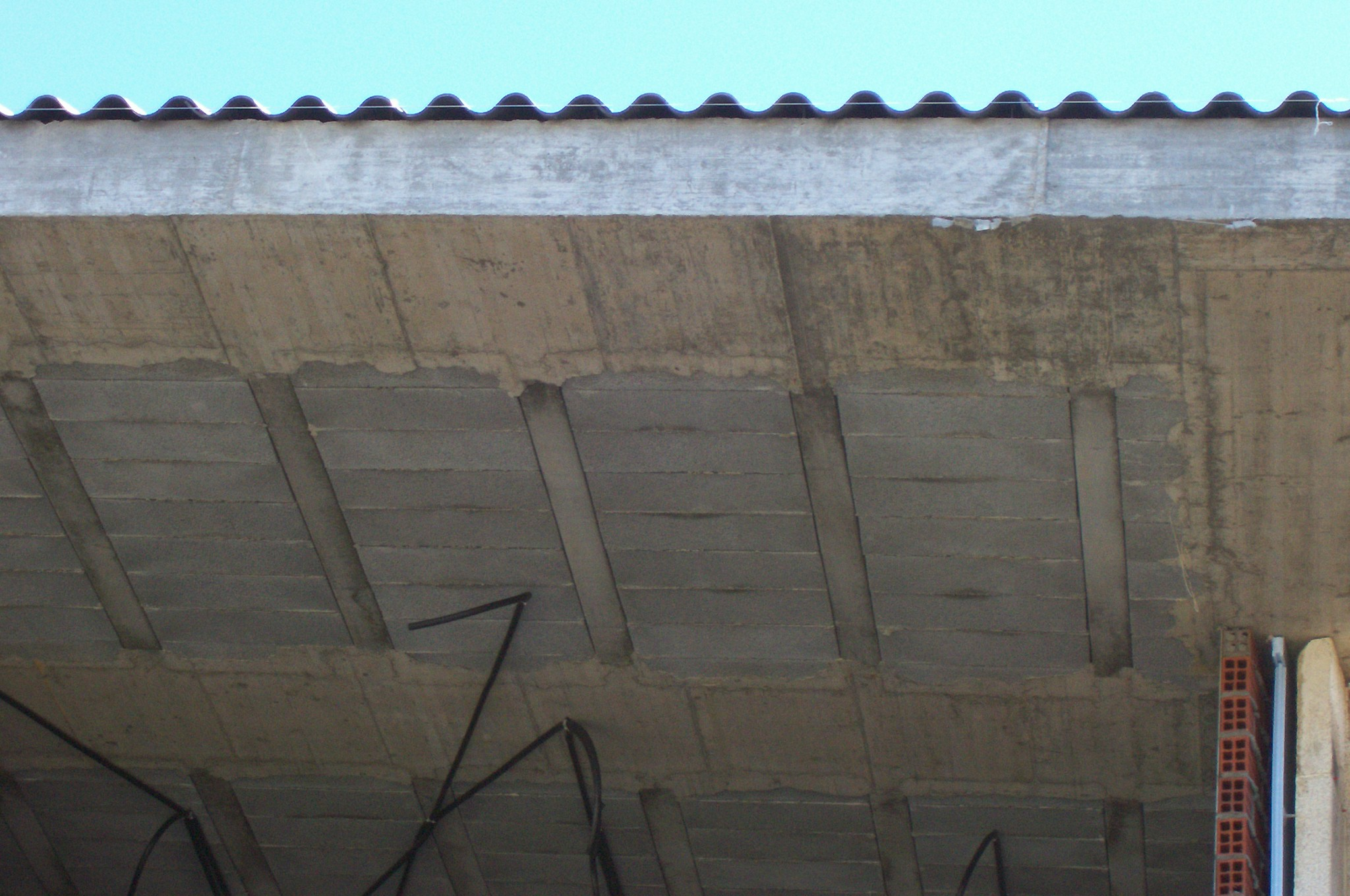
سقفی با تیرچه

تیرچه یا الوار افقی به الوار چهارتراشی گفته می‌شود که در چوب بست سقف یا کف به‌کار می‌رود. تیرچه را معمولاً از جنس چوب، فولاد یا بتن می‌سازند.

## انواع تیرچه
تیرچه های سقفی با توجه به جنس به انواع مختلفی تقسیم می‌شوند. دو نوع بتنی و فلزی پرکاربردترین آن‌ها هستند.

## مقایسه انواع تیرچه
| نوع      | وزن سازه    | هزینه | نیاز به شمع بندی | سرعت نصب | مقاومت     | کیفیت  |
| -------- | ----------- | ----- | ---------------- | -------- | ---------- | ------ |
| بتنی     | بالا        | کم    | بله              | پایین    | متوسط      | معمولی |
| کرومیت   | پایین       | بالا  | خیر              | بالا     | بالا       | خوب    |
| خرپایی   | متوسط       | متوسط | بله              | متوسط    | بالا       | خوب    |
| پیش‌تنیده | بسیار پایین | متوسط | خیر              | بالا     | بسیار بالا | عالی   |

##### تیرچه بتنی
تیرچه از ترکیب دو مصالح پر اهمیت ساختمانی، شامل میل‌گرد و بتن تشکیل شده است که به صورت پیش‌ساخته تولید و به فروش می‌رسد ، از طرفی پیش‌‌ساخته بودن این محصول در کاهش هزینه‌ها و نصب آسان آن کمک می‌کند.

##### تیرچه کرومیت یا فلزی
در گذشته به‌دلیل عدم آشنایی عموم با انواع تیرچه به نمونه‌هایی که در آن‌ها از ورق به جای بتن استفاده می‌شد تیرچه فلزی می‌گفتند، اما امروز با فراگیری مصالح ساختمانی، در بین مهندسان و معماران به آن تیرچه کرومیت گفته می‌شود. تیرچه کرومین فلزی نسبت به نوع بتنی وزن کمتر و مقاومت بیشتری دارد.